# Irene Steyn
Irene Steyn (sinh ngày 6 tháng 7 năm 1977) là một tay đua xe đạp chuyên nghiệp người Namibia. Năm 2013, cô đã giành chiến thắng giải vô địch cuộc đua đường trường quốc gia Namibia.